# Liste der Baudenkmäler in Karlstein am Main
Auf dieser Seite sind die Baudenkmäler in der unterfränkischen Gemeinde Karlstein am Main zusammengestellt. Diese Tabelle ist eine Teilliste der Liste der Baudenkmäler in Bayern. Grundlage ist die Bayerische Denkmalliste, die auf Basis des Bayerischen Denkmalschutzgesetzes vom 1. Oktober 1973 erstmals erstellt wurde und seither durch das Bayerische Landesamt für Denkmalpflege geführt wird. Die folgenden Angaben ersetzen nicht die rechtsverbindliche Auskunft der Denkmalschutzbehörde.
 Diese Liste gibt den Fortschreibungsstand vom 15. April 2020 wieder und enthält 15 Baudenkmäler.

## Baudenkmäler nach Gemeindeteilen

### Dettingen am Main
| Lage                                                                     | Objekt                                        | Beschreibung | Akten-Nr.              | Bild                                    |
| ------------------------------------------------------------------------ | --------------------------------------------- | --- | ---------------------- | --------------------------------------- |
| Bahnlinie Frankfurt (Main) Süd – Aschaffenburg Hbf, Haggraben (Standort) | Eisenbahnüberführung über den Haggraben       | Einjochige Rundbogenbrücke aus rotem Sandstein, 1851 | D-6-71-114-15 Wikidata | Eisenbahnüberführung über den Haggraben |
| Karlsplatz 2 (Standort)                                                  | Katholische Pfarrkirche St. Hippolytus        | Spätgotischer Saalbau mit dreiseitig geschlossenem Chor und nördlichem Seitenschiff, Turm über dem westlichen Haupteingang, Chor 12./13. Jahrhundert, Langhaus und Turm 15. Jahrhundert, Seitenschiff und Treppenturm 16. Jahrhundert, 1762 teilweise verändert; mit Ausstattung | D-6-71-114-1 Wikidata  | weitere Bilder                          |
| Karlsplatz 2 (Standort)                                                  | Kirchhofmauer                                 | Reste, Bruchsteinmauerwerk | D-6-71-114-1 Wikidata  | BW                                      |
| Kirchgasse 1 (Standort)                                                  | Hoftor                                        | Rundbogentor mit Satteldachabdeckung, bezeichnet „1725“ | D-6-71-114-2 Wikidata  | Hoftor                                  |
| Kirchgasse 24 (Standort)                                                 | Wohnhaus                                      | Zweigeschossiger giebelständiger Satteldachbau mit Fachwerkobergeschoss, 18. Jahrhundert | D-6-71-114-3 Wikidata  | BW                                      |
| Luitpoldstraße 19 (Standort)                                             | Katholische Pfarrkirche St. Petrus und Paulus | Basilika aus rotem Sandstein, horizontal gebändert, mit monumentalem zinnenartig schließendem Westturm mit zurückspringendem kleinen Spitzhelm, in expressionistischen Formen, 1923 von Dominikus Böhm mit Martin Weber; mit Ausstattung, u. a. von Reinhold Ewald               | D-6-71-114-4 Wikidata  | weitere Bilder                          |
| Luitpoldstraße 17 (Standort)                                             | Pfarrhaus                                     | Zweigeschossiger Satteldachbau, 1925 von Dominikus Böhm | D-6-71-114-4 Wikidata  | BW                                      |
| Luitpoldstraße 19, auf der Einfriedungsmauer vor der Kirche (Standort)   | Figuren der Kirchenpatrone                    | 1923 von Paul Seiler | D-6-71-114-4 Wikidata  | BW                                      |
| Straßengewanne (Standort)                                                | Marienkapelle                                 | Kleiner Backsteinbau mit Satteldach, 1889 | D-6-71-114-5 Wikidata  | weitere Bilder                          |

### Großwelzheim
| Lage | Objekt                                                     | Beschreibung                                                                                  | Akten-Nr.              | Bild                  |
| --- | ---------------------------------------------------------- | --------------------------------------------------------------------------------------------- | ---------------------- | --------------------- |
| Auf den Seligensee Erste Gewanne, an der ehemaligen Gemeindegrenze Dettingen/Großwelzheim neben der Straße (ehemalige Altstraße) (Standort) | Sogenannter Karlstein                                      | Mittelalterlicher Grenzstein                                                                  | D-6-71-114-14 Wikidata | Sogenannter Karlstein |
| Am Stadtweg rechts (Standort) | Bildstock                                                  | Unterbau aus zwei Platten, gefaster Vierkantschaft mit Nischenaufsatz, darin Relief der Pietà | D-6-71-114-9 Wikidata  | Bildstock             |
| An der Waldschule (Standort) | Bildstock                                                  | Runder Schaft mit Aufsatz, Kreuzigungsrelief, Sandstein                                       | D-6-71-114-10 Wikidata | BW                    |
| Friedhofstraße 7 3/4; Friedhofstraße 13; Nähe Friedhofstraße; Nähe Mühlweg (Standort)                                                       | Friedhofskreuz                                             | Rotsandstein, Ende 19. Jahrhundert                                                            | D-6-71-114-13 Wikidata | BW                    |
| Hauptstraße 12 (Standort) | Katholische Pfarrkirche St. Bonifatius                     | 1854, 1926 durch Dominikus Böhm erweitert                                                     | D-6-71-114-6 Wikidata  | weitere Bilder        |
| Hauptstraße (Standort) | Denkmal zur Erinnerung an die abgegangene Kapelle von 1854 | Gefaster Sandsteinschaft mit ehemaligem Turmkreuz                                             | D-6-71-114-8 Wikidata  | BW                    |
| Nähe Trierer Straße; Am Kimmelsteich (Standort)                                                                                             | Wegkapelle                                                 | Kleiner massiver verputzter Pyramiddachbau mit bekrönendem Kreuz, 1952                        | D-6-71-114-12 Wikidata | BW                    |
| Seligenstädter Straße 2 (Standort) | Kriegerdenkmal für die Gefallenen des Krieges 1914/18      | Mit Bildstock, roter Mainsandstein                                                            | D-6-71-114-7 Wikidata  | BW                    |
| Über den Kahlstadtweg Dritte Gewanne (Standort)                                                                                             | Bildstock                                                  |                                                                                               | D-6-71-114-11 Wikidata | BW                    |